# Nicky van Leuveren
Nicky van Leuveren (* 20. Mai 1990 in Amsterdam) ist eine niederländische Leichtathletin, die sich auf den 400-Meter-Lauf spezialisiert hat.

## Karriere
2008 war van Leuveren Teil der niederländischen 4-mal-100-Meter-Staffel für die Juniorenweltmeisterschaften in Bydgoszcz, die aber in der Vorrunde ausschied.
Im Juni 2016 qualifizierte sich van Leuveren mit einer neuen persönlichen Bestleistung für die Leichtathletik-Europameisterschaften in ihrer Heimat Amsterdam. Dort erreichte sie überraschend den Finaleinzug mit neuer persönlicher Bestleistung von 52,02 s. Mit der Staffel erreichte sie im Finale Platz sieben. Mit der niederländischen 4-mal-400-Meter-Staffel konnte sie sich auch für die Olympischen Spiele in Rio de Janeiro qualifizieren, wo diese zwar in der Vorrunde ausschied, jedoch einen neuen niederländischen Rekord aufstellte.

## Bestleistungen
- 100 Meter: 11,64 s (+1,5 m/s), am 5. Juli 2015 in Rhede
- 200 Meter: 23,35 s (+1,6 m/s), am 16. Juni 2018 in Rhede
  - Halle: 23,39 s, am 28. Februar 2016 in Apeldoorn
- 400 Meter: 52,02 s, am 7. Juli 2016 in Amsterdam
  - Halle: 52,49 s, am 23. Februar 2014 in Apeldoorn